# Ruschia vanheerdei
Ruschia vanheerdei är en isörtsväxtart som beskrevs av L. Bol. Ruschia vanheerdei ingår i släktet Ruschia och familjen isörtsväxter. Inga underarter finns listade i Catalogue of Life.